# Ricardo González Reinoso
Ricardo Alfredo González Reinoso (San Felipe, 31 de agosto de 1965) es un exfutbolista y entrenador chileno que se desempeñaba como defensa y que destacó por sus pasos por su club de origen, Unión San Felipe y por otros clubes como Colo-Colo y Unión Española.

## Trayectoria
Se inició en el fútbol amateur jugando por el Deportivo La Troya, club de su localidad de origen y donde González y su familia son personajes de vital importancia en la historia de la institución. Su buen desempeño, en torneos aficionados lo lleva a Unión San Felipe, club profesional de la zona, donde debuta en Primera División el 7 de octubre de 1984 ante Deportes Antofagasta, en sus primeros años, cuando González se desempeñaba como mediocampista, es citado además por la selección sub-20 de Chile, disputando el Sudamericano Juvenil de 1985 realizado en Paraguay. 
Con el paso de los años, su posición en el campo de juego sería retrasada a la de lateral izquierdo y posteriormente, a la de central, donde alcanzó su mejor rendimiento y se ganó fama de rudo, al tener un récord de 16 tarjetas rojas.
Su estadía en Unión Española, club al que llegó en 1990 tras el descenso de los sanfelipeños, fue una de las mejores épocas del zaguero aconcagüino, con los hispanos fue capitán y un importante valor en una Unión que reverdeció laureles en años de sequía, siendo bicampeona de Copa Chile y clasificando a la Copa Libertadores 1994.
Sus buenas actuaciones lo llevan a ser convocado permanente de la selección nacional durante 1993, se concretan en su traspaso al poderoso Colo-Colo, vigente campeón del fútbol chileno, club donde no logra consolidarse y debe dejarlo en mayo de 1995 tras conflictos con dirigentes del club por una millonaria cantidad de dinero adeudada al jugador y con el cuerpo técnico al tener rencillas personales con el segundo entrenador Rogelio Delgado.
Tras un irregular paso por Deportes Temuco, en 1997 llega a un ambicioso Santiago Wanderers, club donde se perfila como uno de sus referentes y logra la capitanía, caracterizándose su estadía en el equipo porteño por un buen rendimiento individual que le hace ganarse el aprecio de la hinchada, un irregular rendimiento colectivo y una conflictiva relación con la directiva de Reinaldo Sánchez, siendo despedido a tras finalizar la campaña de 1999.
Tras un breve paso por Palestino, González retorna en 2001 a Unión San Felipe, asumiendo la capitanía del equipo y consolidándose como uno de los referentes del plantel. González juega su último partido por los aconcagüinos en noviembre de 2006 y se retira tras 22 años de carrera profesional.

### Como entrenador
Se tituló de entrenador en el INAF en 2006, año de su retiro. Debutando en un club profesional el año 2016 en Trasandino de Los Andes, club donde se desempeñaba como entrenador de divisiones inferiores. Con los andinos debuta en diciembre de 2016 en reemplazo del cesado Gerardo Reinoso, no logrando salvar a los verdes del descenso a Tercera División A para la temporada 2018, finalmente, su proceso en Tercera tampoco tendría los resultados esperados, renunciando tras una derrota ante Deportes Linares en septiembre de 2018.

## Selección nacional
Sus buenas actuaciones como stopper y capitán de la Unión Española de Nelson Acosta le abren la puerta de la selección absoluta tras haber tenido un paso por la juvenil que disputó el Sudamericano sudamericano de Paraguay en 1985.
Será citado por Arturo Salah para la Copa América 1993, disputada en Ecuador, donde no disputó minutos en cancha y Chile a pesar de derrotar a Brasil, queda eliminado en Primera Fase con el posterior despido de Salah. Tras la citación a Copa América, y bajo el interinato de Nelson Acosta, logra debutar por la selección adulta el 8 de septiembre de 1993 en Alicante contra la selección de fútbol de España, los chilenos perderán 2-0 y González actuó 70 minutos como stopper izquierdo.

### Participaciones en Copa América
| Copa              | Sede    | Resultado    | PJ | Goles |
| ----------------- | ------- | ------------ | -- | ----- |
| Copa América 1993 | Ecuador | Primera Fase | 0  | 0     |

### Partidos internacionales
| 1     | 8 de septiembre de 1993 | Estadio José Rico Pérez, Alicante, España | España     | 2-0 | Chile |   |  | Nelson Acosta | Amistoso |
| Total | Total                   | Total                                     | Presencias | 1   | Goles | 0 |  |               |          |

| Selección chilena | Selección chilena | Selección chilena |
| Año               | Partidos          | Goles             |
| ----------------- | ----------------- | ----------------- |
| 1993              | 1                 | 0                 |
| Total             | 1                 | 0                 |

## Clubes

### Como jugador
| Club               | País  | Año       |
| ------------------ | ----- | --------- |
| Unión San Felipe   | Chile | 1984-1989 |
| Unión Española     | Chile | 1990-1993 |
| Colo-Colo          | Chile | 1994-1995 |
| Deportes Temuco    | Chile | 1995-1996 |
| Santiago Wanderers | Chile | 1997-1999 |
| Palestino          | Chile | 2000      |
| Unión San Felipe   | Chile | 2001-2006 |

### Como entrenador
| Club             | País  | Año       |
| ---------------- | ----- | --------- |
| Trasandino       | Chile | 2016-2018 |
| Unión San Felipe | Chile | 2024      |

## Palmarés
| Título     | Club           | País  | Año  |
| ---------- | -------------- | ----- | ---- |
| Copa Chile | Unión Española | Chile | 1992 |
| Copa Chile | Unión Española | Chile | 1993 |
| Copa Chile | Colo-Colo      | Chile | 1994 |